# Lac Xuan Huong
Pour les articles homonymes, voir Hồ Xuân Hương (homonymie).
 (décembre 2018).
Si vous disposez d'ouvrages ou d'articles de référence ou si vous connaissez des sites web de qualité traitant du thème abordé ici, merci de compléter l'article en donnant les références utiles à sa vérifiabilité et en les liant à la section « Notes et références ».
Le lac Xuan Huong ou Xuân Hương est un lac artificiel situé au centre de la ville de Đà Lạt (ou Dalat) au Viêt Nam. Le lac constitue le cœur de la ville, qui reste l'une des rares villes à posséder un lac en son centre. C'est à la fois un site célèbre et un lieu hautement attractif pour les touristes, constituant une particularité propre à Dalat.

## Description
Le lac artificiel a un périmètre d'environ 5 km, une superficie de 25 ha et une forme de lune croissante d'une longueur de 2 km. Il est adjacent à plusieurs sites touristiques de Dalat comme le jardin municipal, le parc Yersin et les hauteurs Đồi Cù où se situe un terrain de golf.
Le lac est entouré de jardins de fleurs et de surfaces boisées de pins ou gazonnées. La route longeant le bord du lac est très fréquentée par la population de la ville et par les touristes.

## Étymologie

### Première hypothèse
L'origine du nom Xuân Hương pourrait venir du fait que le lac sent au printemps (xuân=printemps) le parfum des plantes (hương=parfum), d'où l'appellation Xuân Hương, littéralement « lac du parfum de printemps »[réf. nécessaire].

### Deuxième hypothèse
Le lac porterait le nom Xuân Hương depuis 1953 pour immortaliser les réminiscences poétiques liées à la femme de lettres du XIXe siècle Hồ Xuân Hương, célèbre pour ses poésies en Chữ Nôm.

## Histoire

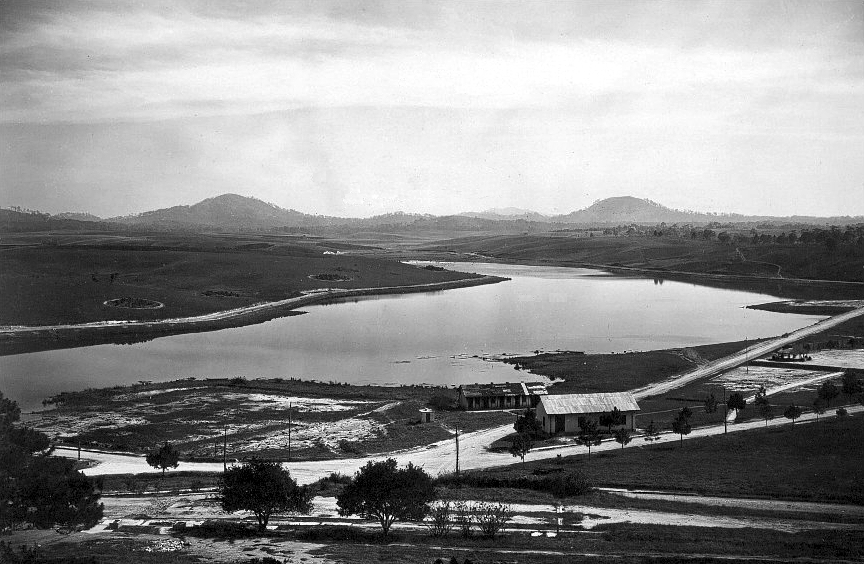
Le lac Xuân Hương dans les années 1920.

À l'origine, le lac Xuân Hương est une vallée traversée par le ruisseau Cam Ly ; cette vallée était habitée par le peuple Cơ Ho[réf. nécessaire].
En 1919, à l'initiative de l'administrateur Cunhac, l'ingénieur des travaux publics Labbé entreprend le barrage du cours d'eau pour en faire un lac. En 1923, les autorités contemporaines font construire un autre barrage en aval, créant ainsi un deuxième lac. En mars 1932, les deux barrages s'effondrent au cours d'une forte tempête. Dans les années 1934-1935, l'ingénieur Trần Đăng Khoa fait construire de nouveau un grand barrage en pierre qui constitue le pont Ông Đạo d'aujourd'hui. Le lac est baptisé Grand Lac (Hồ Lớn) par les autorités françaises de l'époque[réf. nécessaire].
Comme le barrage se trouve en face du palais du préfet (Dinh Quản Đạo) et que la population locale appelle le préfet Phạm Khắc Hòe ông Đạo, le pont-barrage prend aussi le nom de Cầu Ông Đạo" (le pont du préfet). En 1953, Nguyễn Vỹ, alors président du conseil municipal, propose le nom de Xuân Hương[réf. nécessaire].

## Site touristique
Le restaurant lacustre Thuỷ Tạ[réf. nécessaire] constitue l'ouvrage architectural lié au lac Xuân Hương . On l'appelait « La Grenouillère » à l'époque coloniale[réf. nécessaire]. La structure comporte un plongeoir comme il en existe dans les piscines. La désignation sino-vietnamienne Thuỷ Tạ, avec son dérivé Thuỷ toạ, indique une construction lacustre. Ce bâtiment blanc semble flotter sur la surface du lac comme un yacht. Depuis toujours, le bâtiment abrite un petit café-restaurant, difficile à agrandir car toute altération de l'édifice serait préjudiciable à l'image du lac : la silhouette du Thủy Tạ demeure gravée dans l'esprit de la population comme une partie intégrante du lac, même la couleur blanche de l'édifice est restée inchangée au fil des années[réf. nécessaire].

## Dans la poésie
Le poète Hàn Mặc Tử a décrit le lac Xuân Hương comme une pièce de jade au cœur de Dalat :
Que le silence remplace les paroles
Pour que les eaux murmurent dans le profond du lac
Pour que les branches de saule vibrent au vent
Et pour que l'amour remplisse le firmament.

## Référence
1. ↑  Theo Đất Việt Mến Yêu của Phạm Côn Sơn trang 37 - Nhà xuất bản Thanh Niên
2. ↑  « ..:: Lien minh HTX va DN ngoai QD tinh Lam Dong ::..- », sur dalat.gov.vn, 3 mars 2009 (version du 3 mars 2009 sur Internet Archive)